# Забайкальское городское поселение
Городско́е поселе́ние «Забайкальское» — муниципальное образование в Забайкальском районе Забайкальского края Российской Федерации.
Административный центр — пгт Забайкальск.

## История
Статус и границы городского поселения установлены Законом Читинской области от 19 мая 2004 года «Об установлении границ, наименований вновь образованных муниципальных образований и наделении их статусом сельского, городского поселения в Читинской области».

## Население
| 2009    | 2010    | 2011    | 2012    | 2013    | 2014    | 2015    |
| ------- | ------- | ------- | ------- | ------- | ------- | ------- |
| 10 899  | ↗11 857 | ↗11 931 | ↗12 310 | ↗12 511 | ↗12 674 | ↗13 007 |
| 2016    | 2017    | 2018    | 2019    | 2020    | 2021    |         |
| ↗13 118 | ↗13 228 | ↗13 241 | ↗13 394 | ↘13 363 | ↗13 501 |         |

## Состав городского поселения
| № | Населённый пункт | Тип населённого пункта      | Население |
| - | ---------------- | --------------------------- | --------- |
| 1 | Забайкальск      | пгт, административный центр | ↗13 445   |
| 2 | Мациевская       | железнодорожная станция     | ↘56       |